# SN 2005mo
SN 2005mo – supernowa typu Ia odkryta 23 listopada 2005 roku w galaktyce A035012-0014. W momencie odkrycia miała maksymalną jasność 22,50m.